# Yeo Jin-goo
Yeo Jin-goo (hangul: 여진구; ur. 13 sierpnia 1997) – południowokoreański aktor. Swoją karierę rozpoczął jako aktor dziecięcy, debiutując w 2005 roku w filmie Sad Movie. Rozpoczął karierę od ról młodszych wersji głównych bohaterów w filmach i serialach telewizyjnych, takich jak Ssanghwajeom (2008), Giant (2010), Haereul pum-eun dal (2012) oraz Bogosipda (2012). Jest znany z roli tytułowej postaci w thrillerze akcji Hwayi: A Monster Boy (2013), za którą zdobył nagrodę dla najlepszego nowego aktora podczas Blue Dragon Film Awards.

## Historia
Yeo urodził się 13 sierpnia 1997 roku. Jest najstarszym z dwójki rodzeństwa, ma młodszego brata. Jako dziecko Yeo chciał występować w telewizji, dlatego poprosił rodziców, aby pozwolili mu spróbować aktorstwa. Dzięki wsparciu rodziców wziął lekcje aktorstwa i ostatecznie zadebiutował na dużym ekranie w filmie Sad Movie (2005)
Ukończył liceum Namgang High School w 2016 roku i rozpoczął studia na Uniwersytecie Chung-Ang, na wydziale teatru.

## Filmografia

### Filmy
| Rok  | Tytuł                                  | Rola                    |
| ---- | -------------------------------------- | ----------------------- |
| 2005 | Sad Movie                              | Park Hwi-chan           |
| 2006 | Sa-kwa                                 | młody chłopak           |
| 2006 | Yeuieomneun geotdeul                   | młody zabójca           |
| 2007 | Dance of the Dragon                    | młody Kwon Tae-san      |
| 2008 | Santamaria                             | Kang Da-seong           |
| 2008 | Seo-yang goldong yanggwajajeom antique | młody Kim Jin-hyuk      |
| 2008 | Ssang-hwa-jeom                         | młody Hong-rim          |
| 2013 | Sky Force 3D                           | Ace (koreański dubbing) |
| 2013 | Hwayi: A Monster Boy                   | Hwa-yi                  |
| 2014 | Mr. Perfect                            | Lee Byung-joo           |
| 2014 | Kanciarz: Ukryta karta                 | uczeń Agui (cameo)      |
| 2015 | Nae simjang-eul sswara                 | Lee Soo-myung           |
| 2015 | Seobujeonseon                          | Kim Yeong-gwang         |
| 2017 | Daeripgun                              | Gwanghaegun             |
| 2017 | 1987: When the Day Comes               | Park Jong-chul (cameo)  |

### Seriale
| Rok  | Tytuł                                      | Rola                         | Stacja telewizyjna |
| ---- | ------------------------------------------ | ---------------------------- | ------------------ |
| 2006 | I Want to Love (kor. 사랑하고 싶다)        | Baek Min-hyung               | SBS                |
| 2006 | Yeon Gaesomun                              | młody Kim Heum-soon          | SBS                |
| 2007 | Queen of the Game (kor. 게임의 여왕)       | młody Lee Shin-jeon          | SBS                |
| 2008 | Iljimae                                    | młody Lee Gyeom              | SBS                |
| 2008 | Tazza                                      | młody Kim Gon                | SBS                |
| 2008 | Sikgaek                                    | Hotae                        | SBS                |
| 2009 | Can Anyone Love? (kor. 사랑은 아무나 하나) | Lee Poo-reum-chan            | SBS                |
| 2009 | Ja-myeong-go                               | młody Hodong                 | SBS                |
| 2009 | Taeyang-eul samkyeora                      | młody Kim Jung-woo           | SBS                |
| 2010 | Myeongga                                   | młody Choi Guk-seon          | KBS1               |
| 2010 | Giant                                      | młody Lee Kang-mo            | SBS                |
| 2011 | Musa Baek Dong-soo                         | młody Baek Dong-soo          | SBS                |
| 2011 | Ppuri gip-eun namu                         | nastoletni Ddol-bok          | SBS                |
| 2012 | Haereul pum-eun dal                        | młody Lee Hwon               | MBC                |
| 2012 | Bogosipda                                  | młody Han Jung-woo           | MBC                |
| 2013 | Gamjabyeol 2013QR3                         | Hong Hye-sung / Noh Jun-hyuk | tvN                |
| 2015 | Orange Marmalade                           | Jung Jae-min                 | KBS2               |
| 2016 | Najwyższa stawka                           | Król Yeongjo                 | SBS                |
| 2017 | Circle: ieojin du segye                    | Kim Woo-jin                  | tvN                |
| 2017 | Dasi mannan segye                          | Sung Hae-sung                | SBS                |
| 2019 | Wang-i doen namja                          | Lee Heon / Ha Seon           | tvN                |
| 2019 | Jeoldae geu-i                              | Young Goo                    | SBS                |
| 2019 | Hotel del Luna                             | Goo Chan-sung                | tvN                |

### Musicale
| Rok  | Tytuł            | Rola       | Źródło |
| ---- | ---------------- | ---------- | ------ |
| 2008 | Chorus of Angels | Lee Woo-ri | [ 3 ]  |